# Alex Willenberg
Alex Willenberg (* 8. Juni 1897 in Essen; † 2. Januar 1974 ebenda) war ein deutscher Gewerkschafter, Journalist und Politiker (Zentrum).

## Leben und Beruf
Willenberg wurde als Sohn eines Bergarbeiters geboren. Nach dem Schulbesuch absolvierte er eine Ausbildung zum Bergmann und arbeitete anschließend in diesem Beruf. Daneben engagierte er sich in den Christlichen Gewerkschaften, wurde 1920 zunächst Jugendsekretär des Gewerkvereins Christlicher Bergarbeiter in Mitteldeutschland und war von 1921 bis zu seiner 1933 aus politischen Gründen erfolgten Entlassung Bezirksleiter der Gewerkschaft für Mitteldeutschland, das Saarland und Oberschlesien.
Willenberg nahm 1933 eine journalistische Tätigkeit auf, arbeitete bis zu seiner Entlassung 1935 zunächst beim Verlag der Oberschlesischen Volksstimme und war dann bis zum Erscheinungsverbot 1941 als stellvertretender Geschäftsführer beim Oberschlesischen Katholischen Kirchenblatt tätig. Von 1941 bis 1945 wurde er als Revisor bei den Gräflich Schaffgotsche Werken dienstverpflichtet.
Nach dem Ende des Zweiten Weltkrieges wurde Willenberg 1945 aus Oberschlesien ausgewiesen, siedelte nach Westdeutschland über und ließ sich in Essen nieder. Hier arbeitete er seit 1946 als Redakteur für Soziales bei der Rhein-Ruhr-Zeitung und wurde später Leiter der Arbeitsrechtsabteilung der IG Bergbau.

## Partei
Willenberg trat 1916 in die Zentrumspartei ein und wurde 1946 in den Gesamtvorstand der Partei gewählt.

## Abgeordneter
Willenberg gehörte dem Deutschen Bundestag vom 26. Oktober 1950, als er für den verstorbenen Abgeordneten Paul Krause nachrückte, bis 1953 an. Seit dem 14. Dezember 1951 war er hier Mitglied der Fraktion Föderalistische Union (FU). Er war über die Landesliste der Zentrumspartei Nordrhein-Westfalen ins Parlament eingezogen.